# Whaletown Water Aerodrome
Whaletown Water Aerodrome är en flygplats i Kanada.   Den ligger i provinsen British Columbia, i den sydvästra delen av landet, 3 700 km väster om huvudstaden Ottawa. Whaletown Water Aerodrome ligger 33 meter över havet.
Terrängen runt Whaletown Water Aerodrome är huvudsakligen platt, men österut är den kuperad. Havet är nära Whaletown Water Aerodrome västerut. Närmaste större samhälle är Campbell River, 17,2 km sydväst om Whaletown Water Aerodrome. 